# Studio 42
Le studio 42 était un studio de production télévisuelle situé à Montréal, au Canada. Situé dans l'ancienne maison de Radio-Canada, il était un des studios les plus mythiques de la télé québécoise. Plusieurs des émissions marquantes de la télévision québécoise y ont été enregistrées,.
Les émissions Les Enfants de la télé (depuis 2010), La Fureur (1998-2007) , Le Match des étoiles (2005-2009), Star d'un soir (1986), Une heure sur Terre pour le Japon (2011), Référendum 1980 (1980), Élections Canada 2004 ; Le Choix (2004), Les Démons du Midi (années 1980), Gala des Oliviers (2007-2011), M pour Musique (2009-2010) et bien d'autres y ont été présentées.